# Alkynylgroep

Structuurformule van 1-propynylbenzeen, met aanduiding van de alkynylgroep. Het betreft de propynylgroep, die rechtstreeks via de drievoudige binding aan de benzeenring is gekoppeld, hetgeen met de nummering wordt aangegeven.

Structuurformule van 3-propynylbenzeen, met aanduiding van de alkynylgroep. Het betreft de propynylgroep, waarbij de drievoudige binding via een methyleenfragment aan de benzeenring is gekoppeld, hetgeen met de nummering wordt aangegeven.

Een alkynylgroep is een functionele groep afgeleid van alkynen. Het betreffende substituent bezit dus minstens 1 drievoudige binding. Een eenvoudig voorbeeld van een alkynylgroep is de propargylgroep.
Naar analogie met de alkylgroepen wordt het koolstofatoom waaraan de alkynylgroep gekoppeld is met het nummer 1 aangeduid. Van daaruit wordt verder genummerd tot het einde van het substituent. In de naamgeving dient de positie van de drievoudige binding ook te worden aangegeven met een nummer.
De aanwezigheid van de drievoudige binding maakt de alkynylgroepen reactief: ze kunnen onder andere elektrofiele addities ondergaan.